# 이경무 만묵당집 목판
이경무 만묵당집 목판(李景茂 晩默堂集 木板)은 대한민국 경상남도 함안군 가야읍 함안박물관에 있는, 만묵당집의 원집과 속집의 책판이다. 2016년 2월 4일 경상남도의 문화재자료 제617호로 지정되었다.

## 개요
이경무의 자는 여실(汝實), 호는 만묵당(晩默堂)이며, 본관은 여주(驪州)이다. 1609년 함안 두곡리에서 출생했다. 천성이 과묵하고 총명하며 효성이 지극했는데, 󰡔함안군지󰡕에 “문장과 덕행이 당세에 함께 칭송되었으며, 상분거려(喪奔居廬)하여 진실한 효성이 하늘을 감동시켰다.”라고 칭송했다. 만년에 시냇가에 만묵당정사(晩默堂精舍)를 짓고 학문을 탐구하여 여생을 보냈다. 고종 13년(1876)에 효행으로 정려가 내려졌다.
원집의 경우 서문은 1836년 은진(恩津) 송치규(宋稚圭, 1759-1838)가 지었다. 발문은 1836년 순흥(順興) 안몽백(安夢伯)이 지은 것과 1839년 6세손 이주신(李柱新)이 지은 것이 있다. 기해(1839)년 가을 여양서원(廬陽書院)에서 간행되었다. 속집은 9세손 신암(信庵) 이준구(李準九, 1851-1924)가 발문을 찬술하였고, 신유(1921)년 4월에 추본재(推本齋)에서 간행되었다.
이 책판은 󰡔만묵당집󰡕의 원집과 속집의 책판인데, 발문과 간기를 참조하면 원집은 1839년에 간행되었고, 속집은 1921년에 간행되었다. 이 가운데 원집 6장이 결락되어 있고 나머지는 거의 완벽한 상태로 보존되어 있다.
이 문집은 함안에서 출생하여 이곳에서 활동한 만묵당 이경무(1609-1679)의 삶과 문학 및 학문을 파악할 수 있는 자료이다.

## 참고 자료
- 이경무 만묵당집 목판 - 국가유산청 국가유산포털